# Barra do Ribeiro
Barra do Ribeiro es un municipio brasilero del estado de Rio Grande do Sul.

## Ubicación
Se encuentra ubicado a una latitud de 30º17'28" Sur y una longitud de 12.408 Oeste, estando a una altitud de 5 metros sobre el nivel del mar. Su población estimada para el año 2004 era de 12.408 habitantes.
Ocupa una superficie de 739,75 km².
- Datos: Q808802
- Multimedia: Barra do Ribeiro / Q808802